# Una ciudad flotante
Una ciudad flotante (Une ville flottante) es una novela del escritor francés Julio Verne, aparecida de manera seriada en el "Journal des débats politiques et littéraires" desde el 9 de agosto hasta el 6 de septiembre de 1870 y publicada el 10 de octubre de 1871 en un solo libro ilustrado que incluía el cuento "Los forzadores del bloqueo: de Glasgow a Charleston" ambientada en la evasión del bloqueo naval durante la Guerra de Secesión; después, apareció en un tomo doble junto a "Aventuras de tres rusos y tres ingleses en el África austral" el 31 de octubre de 1872.
El viaje de Elena a bordo del transatlántico Great Eastern tendrá un final inesperado cuando se encuentre con personas de su pasado.

## Argumento
El transatlántico Great Eastern es un lujoso y gigantesco barco de vapor, de construcción inglesa, pero fletado por franceses, que viaja de Liverpool a Nueva York. Diversos acontecimientos suceden en el barco, entre ellos el que algunos pasajeros creen que un fantasma hacía repentinas apariciones. Entre las actividades emprendidas para entretener a los viajeros, se realiza una carrera por la cubierta, y la disputa por la victoria lleva a enfrentarse a dos caballeros: Fabián Mac Elwin y el bribón Harry Drake. Los compañeros de Fabián se dan cuenta de que Drake hacía 10 años había contraído matrimonio con la novia de él: la señorita Elena. Las rivalidades continúan y les llevan a un duelo. Justo durante éste, se desata una tormenta, y un rayo da muerte a Drake. Al momento que se descubre que Elena está presente pero ha perdido la razón, y es el "fantasma" que muchos creyeron ver.

## Capítulos
Esta novela tiene 
39 capítulos, sin títulos.

## Comentarios
La novela es apenas una dramatización de un viaje que realizó el propio Verne en ese barco.